# Olympische Sommerspiele 1912/Schießen – Trap Mannschaft (Männer)
Der Mannschaftswettkampf im Trapschießen bei den Olympischen Spielen 1912 in Stockholm wurde vom 29. Juni bis 1. Juli auf der Stora Skuggans skjutbanor ausgetragen.
Der Wettkampf bestand aus drei Durchgängen. Insgesamt gab jeder der Schützen 100 Schuss ab. Eine Mannschaft bestand aus 6 Schützen.

## Ergebnisse
| Rang | Mannschaft                            | Punkte             | Punkte |
| Rang | Mannschaft                            | Einzel             | Gesamt |
| ---- | ------------------------------------- | ------------------ | ------ |
| 1    | Vereinigte Staaten                    | Vereinigte Staaten | 532    |
| 1    | James Graham                          | 94                 | 532    |
| 1    | Charles Billings                      | 93                 | 532    |
| 1    | Ralph Spotts                          | 90                 | 532    |
| 1    | John Hendrickson                      | 89                 | 532    |
| 1    | Frank Hall                            | 86                 | 532    |
| 1    | Edward Gleason                        | 80                 | 532    |
| 2    | Großbritannien                        | Großbritannien     | 511    |
| 2    | Harold Humby                          | 91                 | 511    |
| 2    | William Grosvenor                     | 89                 | 511    |
| 2    | Alexander Maunder                     | 89                 | 511    |
| 2    | George Whitaker                       | 84                 | 511    |
| 2    | John Butt                             | 79                 | 511    |
| 2    | Charles Palmer                        | 79                 | 511    |
| 3    | Deutsches Reich                       | Deutsches Reich    | 510    |
| 3    | Franz von Zedlitz und Leipe           | 91                 | 510    |
| 3    | Horst Goeldel-Bronikowen              | 88                 | 510    |
| 3    | Erich Graf von Bernstorff-Gyldensteen | 87                 | 510    |
| 3    | Erland Koch                           | 82                 | 510    |
| 3    | Albert Preuß                          | 81                 | 510    |
| 3    | Alfred Goeldel-Bronikowen             | 81                 | 510    |
| 4    | Schweden                              | Schweden           | 243    |
| 4    | Åke Lundeberg                         | 48                 | 243    |
| 4    | Alfred Swahn                          | 45                 | 243    |
| 4    | Johan Ekman                           | 41                 | 243    |
| 4    | Victor Wallenberg                     | 40                 | 243    |
| 4    | Hjalmar Frisell                       | 38                 | 243    |
| 4    | Carl Wollert                          | 31                 | 243    |
| 5    | Finnland                              | Finnland           | 233    |
| 5    | Carl Bacher                           | 44                 | 233    |
| 5    | Robert Huber                          | 43                 | 233    |
| 5    | Gustaf Schnitt                        | 41                 | 233    |
| 5    | Emil Collan                           | 37                 | 233    |
| 5    | Karl Fazer                            | 36                 | 233    |
| 5    | Axel Fredrik Londen                   | 32                 | 233    |
| 6    | Frankreich                            | Frankreich         | 90     |
| 6    | André Fleury                          | 16                 | 90     |
| 6    | Henri de Castex                       | 15                 | 90     |
| 6    | Georges de Crequi-Montfort            | 15                 | 90     |
| 6    | Charles de Jaubert                    | 15                 | 90     |
| 6    | René Texier                           | 15                 | 90     |
| 6    | Édoard Creuzé                         | 14                 | 90     |